# 祁阳站
祁阳站是衡柳铁路位于湖南祁阳市长虹街道站前路的一个车站，2013年12月28日随衡柳铁路一同投入使用。是广州局集团管辖的一个三等站。

## 歷史
- 2013年12月28日正式通车。

## 車站周邊
- 祁阳县人民驾校

## 外部連結
- 中国铁路客户服务中心 （页面存档备份，存于）